# کیهان اینترنشنال
کیهان اینترنشنال (به انگلیسی: Kayhan International) یا کیهان انگلیسی روزنامه انگلیسی‌زبان چاپ تهران است که مؤسسه کیهان آن را منتشر می‌کند. این روزنامه که از سال ۱۹۵۹ چاپ می‌شود، خود را قدیمی‌ترین نشریه انگلیسی در ایران می‌داند. معصومه ابتکار از سال ۱۳۶۰ تا ۱۳۶۲ و در دوران سرپرستی سید محمد خاتمی بر مؤسسه کیهان، سردبیر این روزنامه بوده‌است.